# Sosei
Sosei ( 素性 o 素性法師?; 844 circa – 910) è stato un poeta e monaco buddista giapponese elencato come uno dei Trentasei Immortali della Poesia, una delle sue poesie è stata inclusa nella famosa antologia Hyakunin isshu.
Fu uno dei Trentasei Immortali della Poesia. Suo padre era Sojo Henjō (Yoshimine no Munesada), a sua volta un monaco e poeta waka. Ci sono varie opinioni sul suo nome secolare. Secondo una teoria, era Yoshimine no Harutoshi. L'origine del clan Yoshimine risale a Yoshimine no Yasuyo, figlio dell'imperatore Kanmu, retrocesso da nobile a suddito, quindi Sosei era un pronipote dell'imperatore Kanmu.

## Biografia
Sosei ha avuto un'importante rilievo nella composizione di poesie waka come monaco vicino alla corte imperiale insieme a suo padre, Henjo. All'inizio servì la corte imperiale e fu promosso a tenjobito (un cortigiano di alto rango ammesso nel palazzo imperiale), ma si ritirò al sacerdozio quando era ancora giovane. Quando il principe imperiale Tsuneyasu, figlio dell'imperatore Ninmyō, divenne sacerdote e fissò la sua residenza nel tempio di Urin-in (Kyoto), Henjo e Sosei furono autorizzati a visitare il principe. Dopo la morte del principe, a Henjo fu affidata la gestione del Tempio Urin-in, anche dopo la morte di Henjo, Sosei visse lì. Il tempio era conosciuto come il luogo dove si tenevano le riunioni di poesia waka e poesia cinese. Più tardi, si trasferì al tempio Ryoin-in a Yamato. Fu spesso invitato all'uta-awase (concorso di poesia) tenuto dall'imperatore Uda dove compose molte poesie.
Le sue poesie sono state raccolte nelle Antologie Imperiali come Kokinwakashū, e una delle sue poesie è stata scelta da Fujiwara no Teika per l'Ogura Hyakunin Isshu. La sua raccolta personale di poesie è la Sosei-shu (Una raccolta di poesie di Sosei) (le poesie sono state selezionate da altri).